# 延岡南道路
延岡南道路（のべおかみなみどうろ）は、宮崎県延岡市と東臼杵郡門川町を結ぶ延長6.1kmの国道10号バイパスである。このうち延岡南IC - 門川IC間は東九州自動車道に並行する一般国道自動車専用道路であり、この区間は西日本高速道路が管理する有料道路となっている。全国路線網の1つ。
延岡IC/JCT - 北川IC間が開通してからは、同路線は「東九州自動車道」（または「東九州道」）という道路名で案内されている。（ただし、標識によっては事業名通りの「延岡南道路」で案内されているものもある）
有料道路区間の高速道路ナンバリングによる路線番号は「E10」が割り振られている。

## 概要
- 起点：宮崎県延岡市塩浜町一丁目
- 終点：宮崎県東臼杵郡門川町大字加草
- 全長：6.1km（うち有料区間3.7km）
- 規格：第1種第3級
- 道路幅員：
- 車線数：暫定2車線
- 車線幅員：
- 設計速度：80km/h

## 沿革
- 1990年（平成2年）2月21日：全線開通。
- 2009年（平成21年）1月21日正午：ETC運用開始
- 2020年（令和2年）3月30日：延岡南IC料金所運用開始。料金値下げのほか、中型車以上を対象とする特例料金の運用を開始[2]。

## インターチェンジなど
無料・一般道区間
| IC 番号                       | 施設名       | 接続路線名                               | 北九州JCT から (km) | BS | 備考                 | 所在地 | 所在地 |
| ----------------------------- | ------------ | ---------------------------------------- | ------------------- | -- | -------------------- | ------ | ------ |
| 国道10号 延岡市街方面         |              |                                          |                     |    |                      |        |        |
| -                             |              | 国道10号                                 |                     |    | 延岡市街方面のみ接続 | 宮崎県 | 延岡市 |
| -                             | 石田町交差点 |                                          |                     |    |                      | 宮崎県 | 延岡市 |
| 23                            | 延岡南IC     | 国道10号 （土々呂バイパス・E10延岡道路） | 222.8               |    |                      | 宮崎県 | 延岡市 |
| E10 東九州自動車道 延岡南道路 |              |                                          |                     |    |                      |        |        |

有料・自動車専用道路区間
| IC 番号                                    | 施設名   | 接続路線名                               | 北九州JCT から (km) | BS | 備考           | 所在地 | 所在地          |
| ------------------------------------------ | -------- | ---------------------------------------- | ------------------- | -- | -------------- | ------ | --------------- |
| 国道10号 延岡南道路 石田町経由延岡市街方面 |          |                                          |                     |    |                |        |                 |
| 23                                         | 延岡南IC | 国道10号 （土々呂バイパス・E10延岡道路） | 222.8               |    |                | 宮崎県 | 延岡市          |
| -                                          | 門川TB   | 本線料金所                               | 226.4               |    |                | 宮崎県 | 東臼杵郡 門川町 |
| 24                                         | 門川IC   | 国道10号 県道226号土々呂日向線           | 226.5               |    | 延岡方面出入口 | 宮崎県 | 東臼杵郡 門川町 |
| E10 東九州自動車道 宮崎・清武方面          |          |                                          |                     |    |                |        |                 |

## 料金
2018年3月時点での料金および収受方法は以下の通り。料金は門川本線料金所で徴収を行っており、上り線（大分方向）では、門川TBまでの対距離料金と延岡南道路の料金が合算されて徴収、下り線（宮崎方向）では、現金車は延岡南道路の料金を払い、通行券を受け取る。
なお、2020年3月30日に、ETC車限定で料金体系を全国同等の金額に引き下げた。
| 料金体系/車種別          | 軽等  | 普通  | 中型  | 大型  | 特大  |
| ------------------------ | ----- | ----- | ----- | ----- | ----- |
| 改定前（改定後の現金車） | 260円 | 260円 | 260円 | 410円 | 930円 |
| 改定後のETC車            | 240円 | 240円 | 240円 | 280円 | 350円 |

2020年3月30日より、延岡南IC周辺の生活道路への大型車流入対策の一環として、中型車以上で延岡南道路を避けて延岡南ICの大分方向（延岡道路）と、門川南SICもしくは日向ICを出入りした場合に「延岡南道路を使用した」とみなして通行料金を徴収する。これに伴い、延岡南ICに料金所が設置。（料金収受方法の詳細は延岡南IC#料金所を参照）

## トンネル
- 加草トンネル
- 土々呂トンネル

## 交通量
有料・自動車専用道路区間